# Dacoromanzo
Il termine dacoromanzo (anche detto lingua dacoromanza; in romeno, limba dacoromână) è utilizzato per indicare l'insieme delle varietà della lingua romena, laddove sia necessario operare una distinzione fra le lingue romanze orientali che la riguardano (ossia il dacorumeno o romeno, l'arumeno, il meglenorumeno e l'istrorumeno).

## Storia

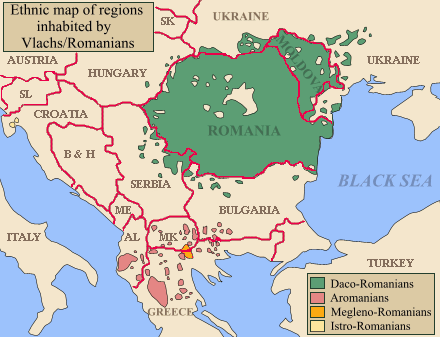
Distribuzione delle popolazioni che parlano una lingua dacoromanza

Il primo utilizzo del termine è attestato nel primo libro di grammatica romena, Elementa linguae daco-romanae sive valachicae, scritto nel 1780 da Samuil Micu e Gheorghe Șincai.